# Nevsky (huyện)
Huyện Nevsky (tiếng Nga: Невский райо́н) là một huyện hành chính tự quản (raion), của Sankt-Peterburg, Nga. Huyện có diện tích 61,79 km², dân số thời điểm ngày 1 tháng 1 năm 2000 là 453900 người. Trung tâm của huyện đóng ở ?.